# 紅橋 (倫敦)
紅橋（Redbridge）是倫敦紅橋倫敦自治市伊爾福德的一個地區，這裡是紅橋成人教育機構的紅橋足球俱樂部的所在地。地名由來於當地的一座由紅磚搭建的橋樑。